# Barrington (Somerset)
Barrington is een civil parish in het bestuurlijke gebied South Somerset, in het Engelse graafschap Somerset met 438 inwoners.

## Barrington Court
De belangrijkste toeristische attractie van het dorp is het landhuis, gebouwd in 1514. Het pand is nu eigendom van de National Trust.

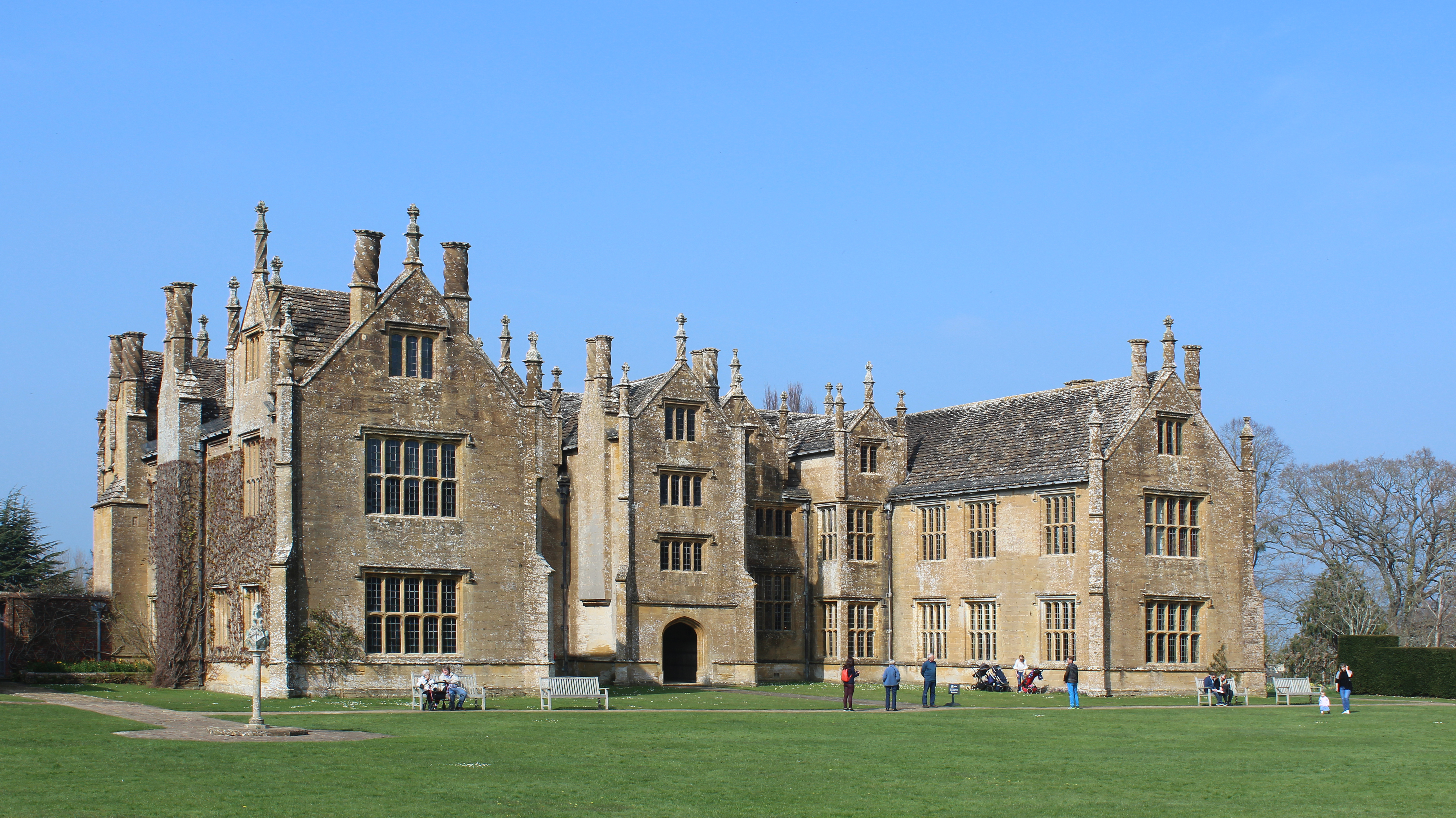
Hoofdgebouw uit het zuiden
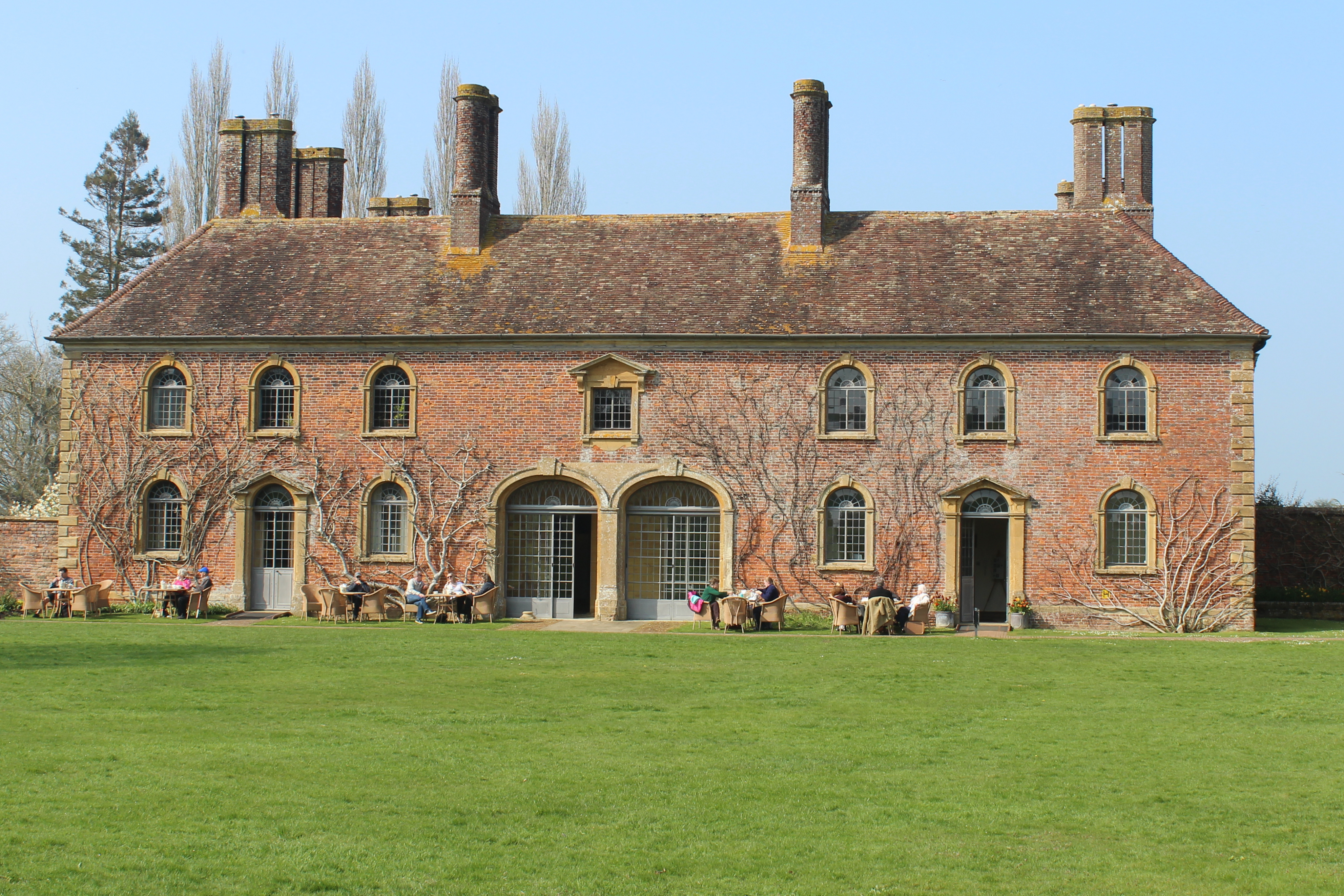
Westvleugel - voorheen de stallen
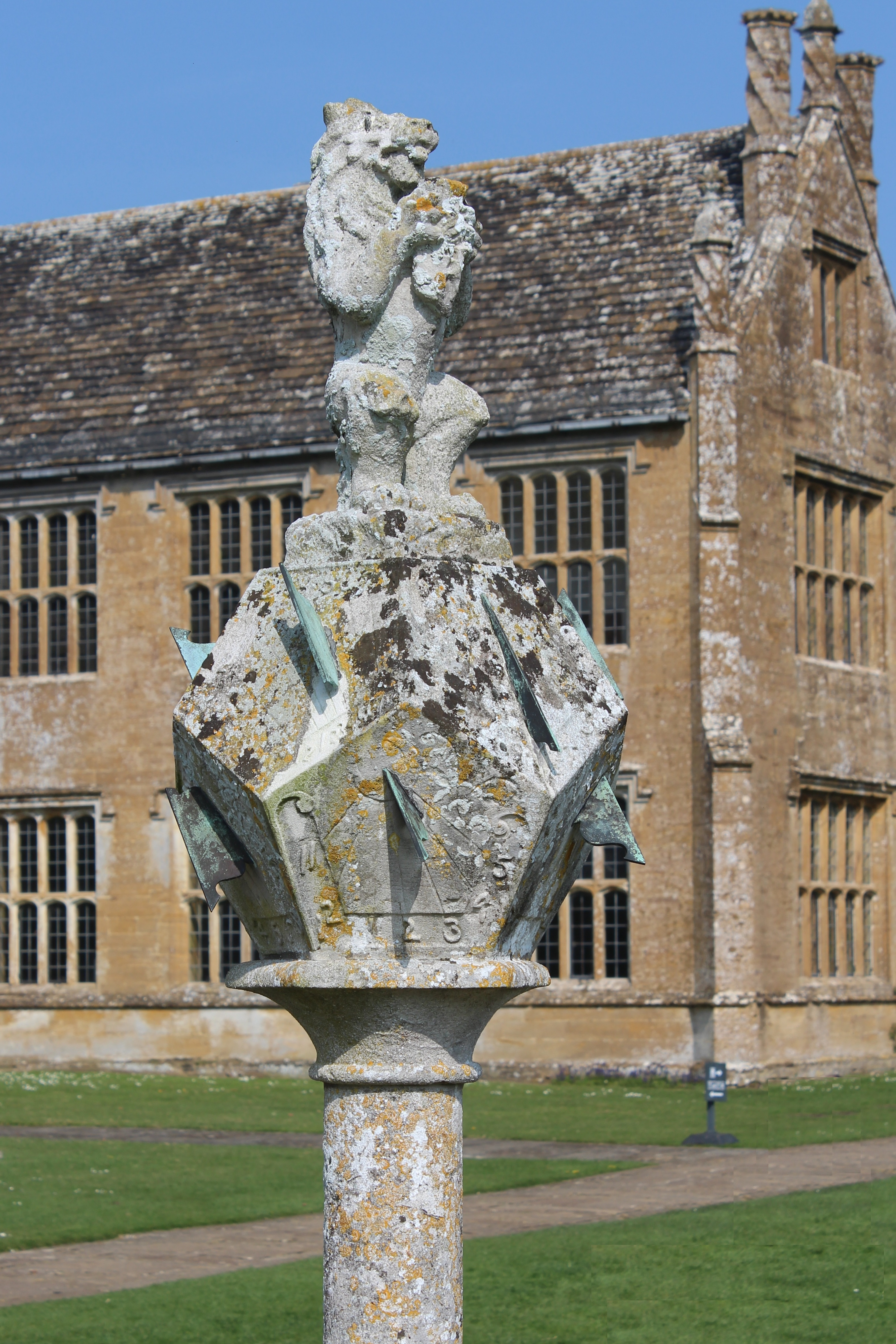
Veelzijdige zonnewijzer in de tuinen